# Любовь, о которой молчат
«Любовь, о которой молчат» (фр. Un amour à taire) — французский фильм 2005 года, поставленный Кристианом Фором. Паскаля Фонтанея к написанию сценария к картине вдохновила книга Пьера Зееля «Я, депортированный гомосексуал, Пьер Зеель»

## Сюжет
Париж, 1942 год. Молодая еврейка Сара, чью семью убили нацисты, находит убежище в семейной прачечной Жана, в которого давно влюблена. Жан не может ответить ей взаимностью, поскольку он гей. У молодого человека есть бойфренд по имени Филипп. Все участники «любовного треугольника» оказываются в ловушке: Сара — еврейка, а Жан и Филипп в любой момент могут подвергнуться преследованиям со стороны режима Виши за свою гомосексуальность.
Однажды появляется младший брат Жана по имени Жак, отбывший тюремный срок за торговлю на «чёрном рынке». Давно влюблённый в Сару, он решает «сдать» Жана нацистам, чтобы овладеть возлюбленной. Жан отправляется в концентрационный лагерь.

## В ролях
| Актёр              | Роль            |
| ------------------ | --------------- |
| Жереми Ренье       | Жан             |
| Луиз Моно          | Сара / Ивон     |
| Бруно Тодескини    | Филипп          |
| Мишель Жонас       | Арман Лавандье  |
| Шарлотт де Тюркейм | Марсей Лавандье |
| Николя Гоб         | Жак             |
| Оливье Саладен     | Бретон          |
| Юлиан Вергов       | фон Берг        |